# Атта (пещера)
Атта — карстовая пещера в Германии. Пещера находятся в окрестностях города Аттендорн.
Формирование пещеры Атта начались около 400 миллионов лет назад.
Пещера была обнаружена во время добычи известняка 19 июля 1907 года. Начиная с момента открытия её постоянно посещают туристы. Общая длина: 6670 метров.
Являются одной из самых посещаемых пещер Германии — за год под землю спускается до 350 000 человек.